# Máté Pálóczy
Máté (ou Mátyus) Pálóczy († 1437) est un homme politique et un militaire du royaume de Hongrie. Il fut notamment palatin de Hongrie.

## Biographie
Membre de la famille Pálóczy, il est apprécié du roi Sigismond qui en fait son écuyer (en hongrois királyi apród) entre 1403 et 1409.
Il est par la suite főispán des comitats de Borsod (1405), Szabolcs (1409) et de Heves (1410) et commandant (várnagy) du château de Diósgyőr (1410). Il est juge suprême du Royaume de Hongrie en 1426 et exerce cette charge jusqu'en 1435, année de sa nomination comme palatin de Hongrie (1435-1437).
Par sa fille, il est lié à la famille Bebek. Il reçut du roi le château et domaine de Sárospatak.

## Sources
- Elemér Mályusz: Zsigmond kir. központosító törekvései Magyarországon (Tört. Szemle, 1960. 2 – 3. sz.).
- A Pallas nagy lexikona